# Beuvreix
Le Beuvreix, dit aussi le Parleur, est une rivière française de la Haute-Vienne. C'est un affluent droit du Taurion, donc un sous-affluent la Loire par la Vienne.

## Géographie
Le Beuvreix, est une rivière de 14,1 km de longueur, avec des rapides  qui traverse la communauté de communes d'Ambazac et se jette dans le Taurion, affluent de la Vienne. Le Beuvreix était autrefois exploité par les orpailleurs. Plusieurs moulins sont installés le long de son cours, notamment à proximité de la route reliant Les Loges à Nouaillas. Au  XXe siècle, le peintre Maurice Boitel a réalisé sur le motif de nombreux paysages de la vallée du Beuvreix et des hameaux avoisinants (Crossas, Les Loges,, Laleuf, La Maisonnette, Mas Meynard, Le Bost, Ribagnac).
Depuis le début du XXIe siècle, cette rivière est caractérisée par une croissance de la population des écrevisses américaines, espèce invasive.

### Communes et cantons traversés
Haute-Vienne, Canton d'Ambazac et communes : Ambazac, Saint-Priest-Taurion, Saint-Martin-Terressus, Saint-Sylvestre.

### Les sites et hameaux remarquables de la vallée du Beuvreix
- Card: sur le piton rocheux qui domine les gorges du Beuvreix. S'y trouvent les restes de l'ancien oppidum celte au lieu-dit "le Chalard";
- Aux Loges, situées sur la voie romaine allant de Limoges à Saint-Sulpice-Laurière, se trouve l'ancienne école primaire qui desservait les hameaux alentour, ainsi qu'une maison bourgeoise, une ancienne chapelle où la messe était dite occasionnellement jusqu'à la fin du XXe siècle et cinq fermes dont l'une servait de résidence au peintre Maurice Boitel quand il venait peindre sur la commune d'Ambazac. L'un des affluents du Beuvreix y prend sa source, considérée comme miraculeuse. Dans les bois alentour, se trouvent des chênes d'Amérique et des châtaigniers datant du XVe siècle[4]. En juin 1944, selon les témoignages locaux de riverains, les véhicules de la division SS Das Reich ont traversé le hameau sans y créer de dommages, quelques jours avant de rejoindre Oradour-sur-Glane.
- Laleuf, dont l'étymologie reste incertaine mais qui peut signifier "la source" ("ef" ou "eve", "eau" en dialectes poitevin occidental et limousin septentrional)[5], ou encore "la louve" ou l'aloue" (alouette), comporte plusieurs fermes et domaines;
- Crossas (étym.: "la croix") au croisement entre l'ancienne voie romaine Limoges - Saint-Sulpice-Laurière et la route allant de Card à Saint-Martin-Terressus; comporte plusieurs fermes limousines typiques surplombant les gorges du Beuvreix. Sur la rive d'en face, se trouve une immense carrière d'exploitation de gneiss concassé pour la confection des ballasts de chemins de fer.
- Les moulins à eau de Nouaillas, situés à côté du lit du Beuvreix.
- Le Mas Meynard (la maison de Meynard) comportant une dizaine d'anciennes fermes autour d'une maison bourgeoise. C'est le hameau le plus important de ce quartier de la commune d'Ambazac. Il comporte plusieurs puits publics encore utilisés bien que l'eau courante soit installée dans les habitations. De ce lieu, la vue donne sur les vallées du Beuvreix et du Taurion.(6)